# Кадіївка
Каді́ївка (у 1937—1943 — Се́рго, у 1978—2016 — Стаха́нов) — місто в Україні, адміністративний центр Кадіївської міської громади Алчевського району Луганської області. З 2014 року тимчасово окуповане російськими військами, контролюєтся маріонетковим режимом ЛНР.

## Назва
До окупації більшовиками місто мало назву Кадіївка. У 1937 році назва була змінена.
У 1937 по 1943 рік місто називалося Серго на честь Г. К. Орджонікідзе.
З 1943 по 1978 рік місто повернуло назву Кадіївка.
У 1978 по 2016 рік місто називалося Стаханов на честь О. Г. Стаханова.
12 травня 2016 року місту повернуто історичну назву Кадіївка.

## Географія
Місто розташоване у південно-східній частині Донецького кряжа, знаходиться біля залізничної станції Стаханов.
Сусідні населені пункти: міста Ірміно і Первомайськ на північному заході, Голубівка на півночі, села Весняне, Бердянка, селища Криничне, Тавричанське, села Богданівка, Зарічне, Червоний Лиман на північному сході, селища Криничанське, Яснодольськ на сході, села Кам'янка, Петрівка на південному сході, міста Брянка (примикає) на півдні, Алмазна (примикає) на південному заході, селище Калинове на заході.

### Природа
Місто знаходиться в степному біомі.
Територією міста протікає річка Комишуваха. Права притока річки Лугань. Басейн Сіверського Дінця.

## Історія
Місто виникло в процесі об'єднання кількох сіл, старе з яких належить до 1780 року. Назва Кадіївка з'явилася у 1894 році, з появою ще одного, нового населеного пункту, утвореного переселенцями із села Кадіївка Подільської губернії (Дослідження краєзнавця Авілова В,О.)

### Радянський період
Докладніше: Радянська окупація України
З 1919 року місто було окуповано більшовиками.
1931 року сесія Всеукраїнського Центрального Виконавчого Комітету ухвалила рішення про будівництво нового упорядкованого міста. Ставок у центрі був засипаний, а на його місці розбили сквер, який проіснував до початку 1970-х років. У ніч з 30 на 31 серпня 1935 року на шахті «Центральне Ірміно» зміна Олексія Стаханова встановила світовий рекорд продуктивності праці на відбійні молотки, нарубавши за 5 годин 45 хвилин 102 тонни вугілля, перевиконавши норму в 14 разів. Так зародився стахановський рух.
1937 року місто перейменоване на Серго на честь більшовика Серго Орджонікідзе, що боровся з українськими військами. З 1943—1944 по 1978 роки місто мало нинішню назву — Кадіївка.
12 липня 1942 в ході Німецько-радянської війни місто було захоплене німецькими військами. 3 вересня 1943 року захоплено військами Південного фронту в ході Донбаської операції.
У листопаді 1944 р. створено три райони (міські районні ради): Іллічівський, Брянський і Голубівський.
У 1950-х місто охоплювало селища, які пізніше виділилися в окремі міста — Брянка, Первомайськ, Кіровськ (нині Голубівка). Восени 1954 року в Кадіївці відкрито технічне училище, де розпочали навчання 280 випускників середніх шкіл.
15 лютого 1978 року з метою увічнення пам'яті О. Г. Стаханова Указом Президії Верховної Ради Української РСР Кадіївка була перейменована в Стаханов. Історичну назву було відновлено лише в 2016 році, після здобуття незалежності.

### Війна на сході України
Перші виступи сепаратистів у місті зафіксовані 17 квітня 2014 року, коли терористи намагалися захопити управління міліції. У ніч на 27 квітня, у переддень проголошення Луганської народної республіки, до міста прибула озброєна група бойовиків. 1 травня міська рада Стаханова планувала розглянути питання щодо статусу регіону, проте засідання не відбулося через відсутність кворуму. 2 травня було захоплено міськраду.
11 травня мешканці Стаханова брали участь у псевдореферендумі, забезпечивши заповнення 98 % бюлетенів в підтримку терористичної організації.
З часом місто потрапило до сфери впливу донських козаків, очолюваних громадянином Росії М. Козіциним, намісником Козіцина в Стаханові було призначено Павла Дрьомова. 14 вересня стахановське угруповання заявило про вихід з-під юрисдикції «Луганської народної республіки», а ватажок "донських козаків" Дрьомов проголосив створення "незалежної" «Стаханівської козацької народної республіки».
28 вересня 2014 року з'явилася інформація, що в окупованому Стаханові бойовики проводять обшуки в місцевих школах, — повідомив керівник групи «Інформаційний спротив» Дмитро Тимчук: «Знищується вся українська символіка. Керівництво терористів обіцяє, що буде вилучена вся українська навчальна література, а замість неї будуть завезені російські підручники».
30 вересня 2014 року «Інформаційний спротив» повідомив, що зафіксовано перекидання до міста підрозділів 76-ї десантно-штурмової дивізії ПС РФ та діяльність російської станції РЕБ, що глушила мобільний зв'язок. 5 листопада журналіст Роман Бочкала з посиланням на власні джерела повідомив, що в Стаханові підірвані з усім боєкомплектом 2 чи 3 системи залпового вогню окупантів.
14 листопада Стаханов було внесено до переліку населених пунктів на Сході України, на яких тимчасово не діє українська влада.
До кінця 2014 року конфлікт між Стаханівськими козаками і керівництвом ЛНР поглибився. Так, Павло Дрьомов публічно звинуватив ватажка ЛНР Ігоря Плотницького у крадіжці вугілля, фальсифікації виборів та співпраці з членами Партії регіонів. Натомість на боці ЛНР виступили російські спецслужби, які викрали Козіцина, а деяких його поплічників розстріляли.
Станом на 23 січня 2017 року, українська армія змогла просунутися вглиб на 500 метрів у бік міста Кадіївка та зайняла позиції, на яких раніше перебували терористи ЛНР — операція «Сухумі». Операція була проведена спільними зусиллями трьох батальйонів.

### Російсько-українська війна
Сергій Братчук, спікер Одеської ОВА, повідомив про знищення російського військового складу у місті Кадіївка 9 липня 2022 року. Знов про вибухи на складі повідомили 15 липня.
17 липня 2022 року ЗСУ вчергове знищили склад окупантів з боєприпасами у Кадіївці.
Уночі 19 вересня ЗСУ знищили базу російських військ, яку вони розмістили у Палаці Культури.

## Населення
Станом на 1919 рік у місті мешкало 38 тис. мешканців.
На початку ХХ століття після окупації більшовиками, почався голодомор в Україні що зачепив також і Луганську область. Це мало негативний вплив на кількість населення, та етнічний склад міста.
Під час та після індустріалізації в місто та сусідні селища направляли людей з різних частин СРСР. Так вже у 1940 р. кількість населення становила 95 тис. осіб.
За переписом 2001 року кількість населення становила близько 90 152 осіб, разом з Алмазною та Ірміном — бл. 100 000.
У 2010 році середня кількість населення становила 94,3 тис. осіб.
1 січня 2011 року чисельність мешканців міста становила 93,7 тис. осіб.
Після початку російсько — української війни з міста виїхала велика кількість людей, тому зараз дати точну оцінку кількості мешканців складно.
Етнічний склад населення міста на 2006 рік був представлений так:
- українці — 54,6 %;
- росіяни — 44,9 %;
- білоруси — 0,5 %.[29]

## Економіка
До Російсько-української війни в місті знаходились Стаханівський вагонобудівний завод, завод техвуглецю, завод феросплавів та інші.
Наразі території заводів використовуються як бази окупаційних військ. Обладнання на деяких заводах та підприємствах було вивезено до Російської Федерації.
Див. Вугільна промисловість України
У місті діяло об'єднання «Стахановвугілля» яке включало в себе 19 шахт.

## Транспорт
Місто мало залізничну станцію, тролейбусну та трамвайну мережу, автобусне сполучення з сусідніми містами.
Після початку російсько — української війни залишилось лише автобусне сполучення.

### Залізниця
Докладніше: Залізнична станція Стаханів
У місті існує залізнична станція Стаханів. Побудована в 1878 році.
Через Російсько-українську війну залізничне сполучення не функціонує.

### Трамвай
Докладніше: Кадіївський трамвай
У місті існувала трамвайна мережа з 1937 року по 2007 рік. Максимальна кількість марштурів за час існування сягала 3.

### Тролейбус
Докладніше: Кадіївський тролейбус
У 1970 році була побудована тролейбусна мережа, та по місту почали курсувати тролейбуси. У різні роки експлуатувались тролейбуси Київ-6, ЗіУ-5, ЗіУ-682В, ЛАЗ-52522.
У 2008 році тролейбуси перестали курсувати.
15 липня 2010 року відновилася робота тролейбусів за маршрутом № 101 Фестивальна-Південний.
31 серпня 2011 року тролейбусне сполучення в місті остаточно припинило своє існування.

## Особистості

### Народилися
- Бакульманов Олег Васильович (1963—2014) — боєць Добровольчого корпусу «Правого Сектору», учасник російсько-української війни.
- Бірюков Олексій Петрович (1917—1996) — український скульптор.
- Вертіков Дмитро Андрійович — український економіст.
- Горянський Володимир Вікторович — український актор, телеведучий.
- Губський Ігор Іванович (* 1954) — український художник.
- Дронов Олексій Іванович (* 1959) — доктор медичних наук, професор, заслужений діяч науки і техніки України, лауреат Державної премії України в галузі науки і техніки (2009).
- Кирилов Іван Федорович — заслужений художник УРСР.
- Куклін Микола Михайлович (нар. 1923) — український живописець.
- Дмитро Валерійович Лалєнков (1966) — український актор та сценарист. Заслужений артист України.
- Федоров Іван Григорович — Герой Радянського Союзу.
- Філарет (Звєрєв) — єпископ Новокаховський та Генічеський Української Православної Церкви (Московського патріархату).

## ЗМІ
З 2014 року усі ЗМІ у Кадіївці контролюються РФ у вигляді режиму «ЛНР».
- Газета «Казачий вестник»[30]. Засновник: Павло Леонидович Дрьомов.
- Радіостанція «Казачье радио» (немає у радіоефірі з 2021 г.)[30]. Засновник: Павло Леонидович Дрьомов.
- Телеканал «Новый канал Новороссии» (немає з 2020 г.)[30]. Засновник: Павло Леонидович Дрьомов.
- Газета «Стахановское Знамя»[31][32]. Керівник: Тертичний Віктор Петрович.
- Газета «Футбольное обозрение». Керівник: (поки немає інформації).